# Noyelles-sur-Selle
Pour les articles homonymes, voir Noyelles et Selle.
Noyelles-sur-Selle est une commune française, située dans le département du Nord en région Hauts-de-France.

## Géographie
- situé sur la rivière Selle.

### Communes limitrophes
Les communes limitrophes sont Douchy-les-Mines, Avesnes-le-Sec, Haspres, Lieu-Saint-Amand et Neuville-sur-Escaut.
|                     | Douchy-les-Mines   |         |
| Neuville-sur-Escaut | Noyelles-sur-Selle | Haspres |
| Lieu-Saint-Amand    | Avesnes-le-Sec     |         |

### Toponymie
Nigella-supra-Sellam, cartulaire de Saint-Amand,; 899. Noyelles-supra-Sellam, Pouillé du XIVe siècle. Noyelle, Jacques de Guise. Noiella, acte de Hugues d'Oisy en faveur des moines de Mont-Saint-Éloi ; 1129.
Latinisé en Nigella au IXe siècle, sur la base de l'homonyme nielle. Toponyme gaulois composé de *novio, latinisé en Nigella aux IXe et Xe siècles (« neuf, nouveau » → voir Noyon) et *ialo- (« clairière, lieu défriché, essart » → voir Neuilly et Noailles). Le toponyme se rencontre principalement dans la France du Nord (Nord-Pas-de-Calais et Picardie, Normandie, Bretagne) et dérive du celtique Nigella, qui désigne une « dépression humide entre les dunes », un « lieu marécageux ».

### Hydrographie

#### Réseau hydrographique
La commune est située dans le bassin Artois-Picardie. Elle est drainée par le Lieu-Saint-Amand,,.
La Selle, d'une longueur de 46 km, prend sa source dans la commune de Molain et se jette  dans le canal de l'Escaut à Denain, après avoir traversé 17 communes. Les caractéristiques hydrologiques de la Selle sont données par la station hydrologique située sur la commune. Le débit moyen mensuel est de 2,24 m3/s. Le débit moyen journalier maximum est de 11,6 m3/s, atteint lors de la crue du 21 juillet 1980. Le débit instantané maximal est quant à lui de 9,77 m3/s, atteint le 25 mars 2001.

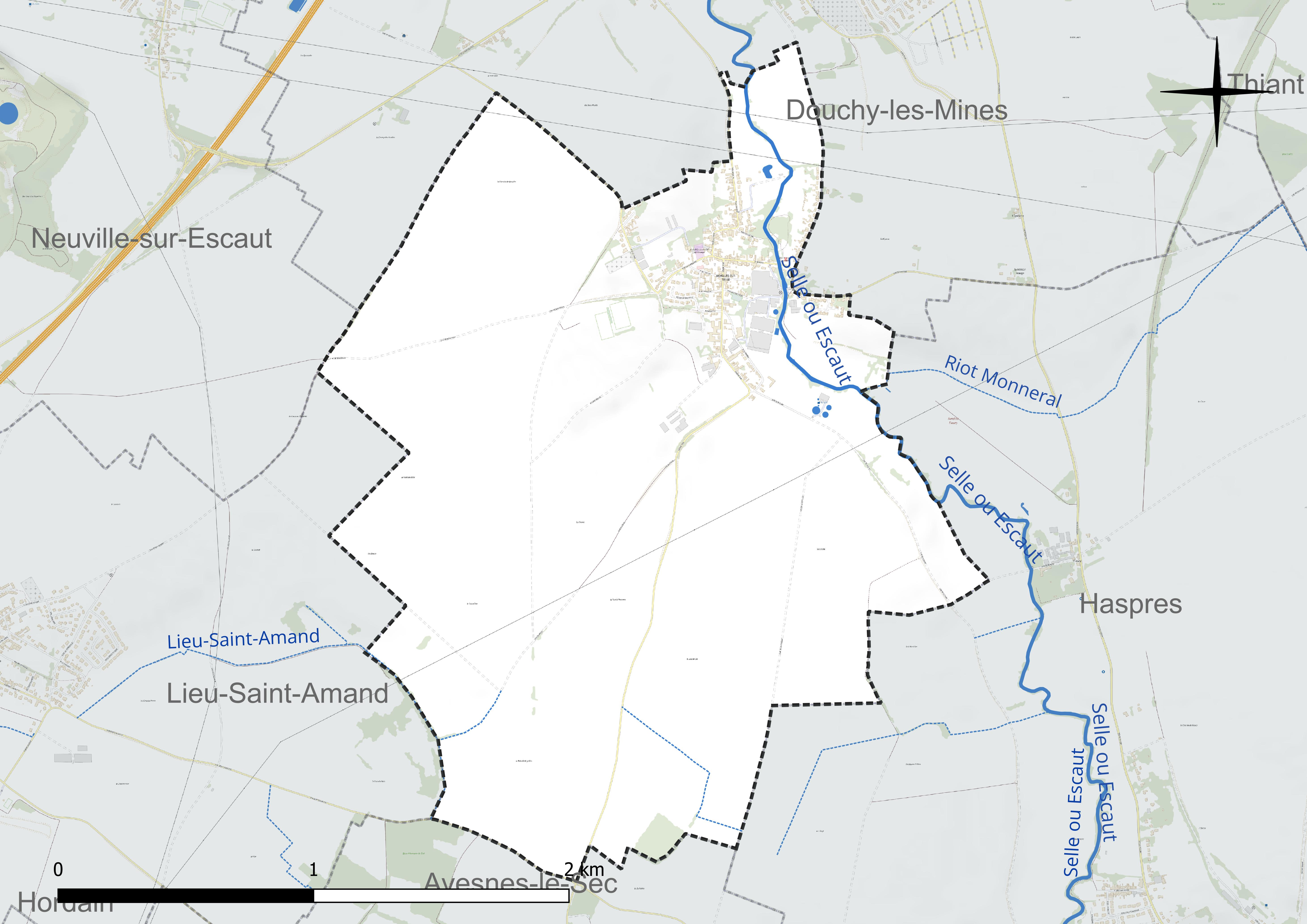
Réseau hydrographique de Noyelles-sur-Selle.

#### Gestion et qualité des eaux
Le territoire communal est couvert par le schéma d'aménagement et de gestion des eaux (SAGE) « Escaut ». Ce document de planification concerne un territoire de 2 005 km2 de superficie, délimité par le bassin versant de l'Escaut. Le périmètre a été arrêté le 9 juin 2006 et le SAGE proprement dit a été approuvé le 13 juillet 2021. La structure porteuse de l'élaboration et de la mise en œuvre est le syndicat mixte Escaut et Affluents (SyMEA). 
La qualité des cours d'eau peut être consultée sur un site dédié géré par les agences de l'eau et l'Agence française pour la biodiversité. 

### Climat
Pour des articles plus généraux, voir Climat des Hauts-de-France et Climat du Nord.
En 2010, le climat de la commune est de type climat océanique dégradé des plaines du Centre et du Nord, selon une étude du CNRS s'appuyant sur une série de données couvrant la période 1971-2000. En 2020, Météo-France publie une typologie des climats de la France métropolitaine dans laquelle la commune est dans une zone de transition entre le climat océanique et le climat océanique altéré et est dans la région climatique  Nord-est du bassin Parisien, caractérisée par un ensoleillement médiocre, une pluviométrie moyenne régulièrement répartie au cours de l'année et un hiver froid (3 °C). 
Pour la période 1971-2000, la température annuelle moyenne est de 10,6 °C, avec une amplitude thermique annuelle de 14,9 °C. Le cumul annuel moyen de précipitations est de 712 mm, avec 12,2 jours de précipitations en janvier et 9,4 jours en juillet. Pour la période 1991-2020, la température moyenne annuelle observée sur la station météorologique la plus proche, située sur la commune de Valenciennes à 13 km à vol d'oiseau, est de 11,0 °C et le cumul annuel moyen de précipitations est de 694,1 mm,. Pour l'avenir, les paramètres climatiques de la commune estimés pour 2050 selon différents scénarios d'émission de gaz à effet de serre sont consultables sur un site dédié publié par Météo-France en novembre 2022.

## Urbanisme

### Typologie
Au 1er janvier 2024, Noyelles-sur-Selle est catégorisée ceinture urbaine, selon la nouvelle grille communale de densité à sept niveaux définie par l'Insee en 2022.
Elle est située hors unité urbaine. Par ailleurs la commune fait partie de l'aire d'attraction de Valenciennes (partie française), dont elle est une commune de la couronne,. Cette aire, qui regroupe 102 communes, est catégorisée dans les aires de 200 000 à moins de 700 000 habitants,.

### Occupation des sols
L'occupation des sols de la commune, telle qu'elle ressort de la base de données européenne d'occupation biophysique des sols Corine Land Cover (CLC), est marquée par l'importance des territoires agricoles (91,8 % en 2018), une proportion identique à celle de 1990 (91,8 %). La répartition détaillée en 2018 est la suivante : 
terres arables (79,5 %), prairies (12,2 %), zones urbanisées (8,2 %), zones agricoles hétérogènes (0,1 %). L'évolution de l'occupation des sols de la commune et de ses infrastructures peut être observée sur les différentes représentations cartographiques du territoire : la carte de Cassini (XVIIIe siècle), la carte d'état-major (1820-1866) et les cartes ou photos aériennes de l'IGN pour la période actuelle (1950 à aujourd'hui).

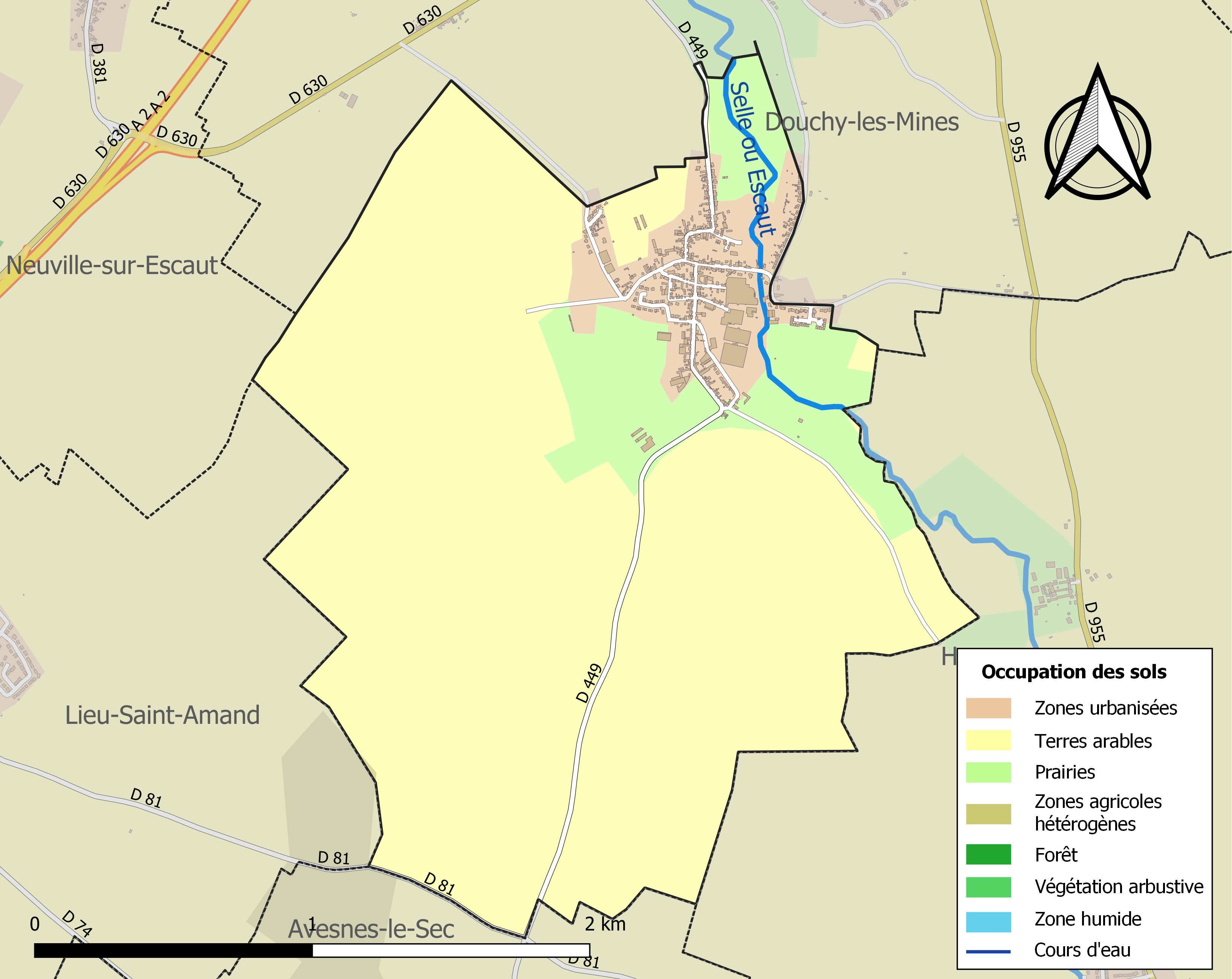
Carte des infrastructures et de l'occupation des sols de la commune en 2018 (CLC).

### Voies de communications et transports
La commune est desservie par la ligne 824 du réseau interurbain Arc-en-Ciel 3.

## Histoire
En 847 Charles le Chauve donne deux moulins à blé sis à Noyelles à l'Abbaye de Saint-Amand. A cette époque, Noyelle était réunie à Douchy].
En 1038 Bauduin de Lille reçoit de l Abbaye de Marchiennes entre autres dons duos carrucatus terræ in villâ Nigellâ.

## Héraldique
|  | Les armes de Noyelles-sur-Selle se blasonnent ainsi : "D'azur à la bande d'or, accompagnée de six besants d'or mis en orle." |

## Politique et administration

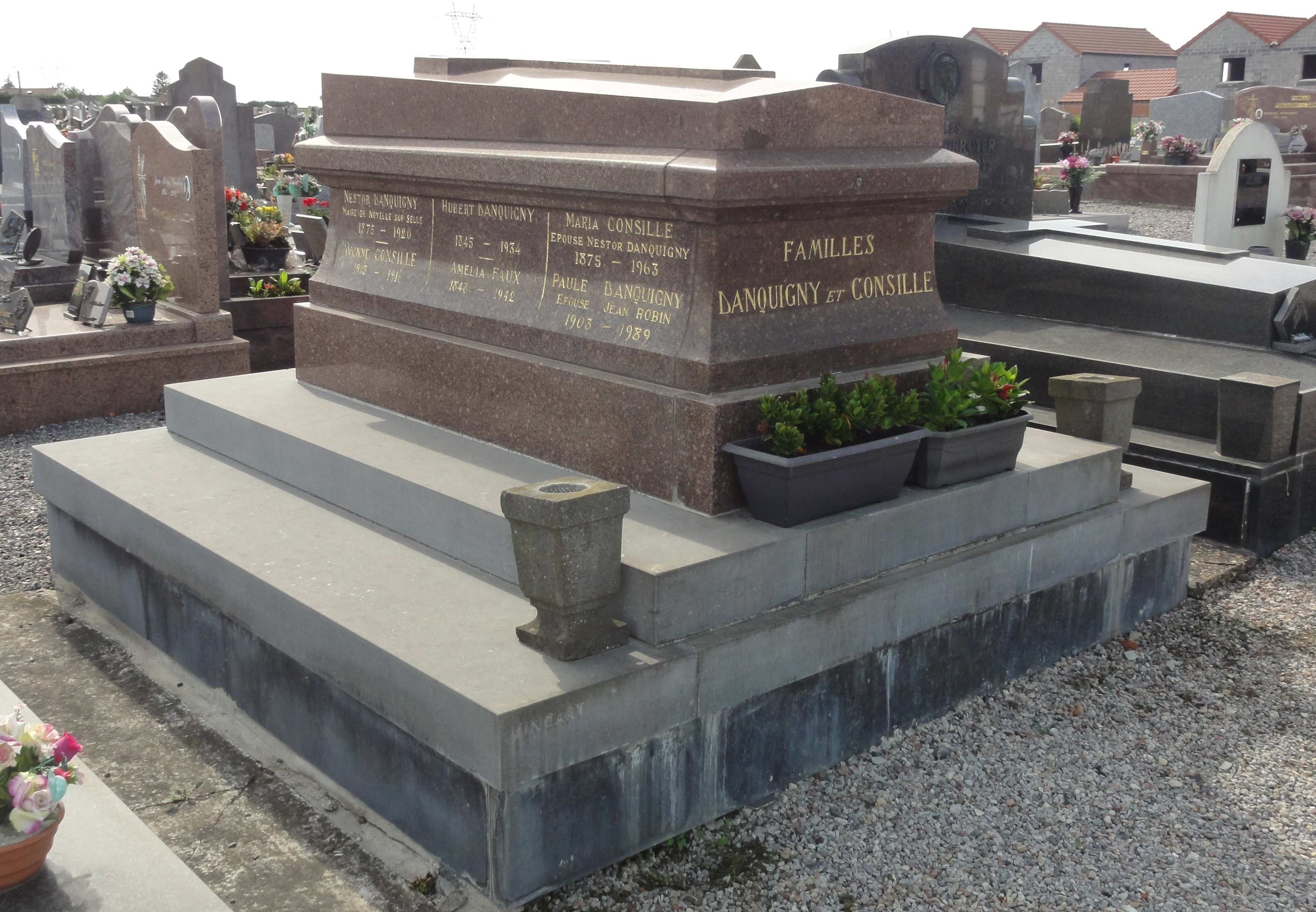
Tombe de Nestor Danquigny au cimetière de Rœulx.

Maire de 1802 à 1807 : Lussiez,.

La mairie.

Maire en 1881 : Oudart.
| Période                                  | Période  | Identité         | Étiquette | Qualité |
| ---------------------------------------- | -------- | ---------------- | --------- | ------- |
|                                          |          | Nestor Danquigny |           |         |
|                                          |          | René Dubus       |           |         |
| avant 1988                               | ?        | André Gilleron   | PS        |         |
| 2001                                     | 2014     | Jacques Noulet   |           |         |
| 2014                                     | en cours | Daniel Sauvage   |           |         |
| Les données manquantes sont à compléter. |          |                  |           |         |

### Instances judiciaires et administratives
La commune relève du tribunal d'instance de Valenciennes, du tribunal de grande instance de Valenciennes, de la cour d'appel de Douai, du tribunal pour enfants de Valenciennes, du conseil de prud'hommes de Valenciennes, du tribunal de commerce de Valenciennes, du tribunal administratif de Lille et de la cour administrative d'appel de Douai.

## Population et société

### Démographie

#### Évolution démographique
L'évolution du nombre d'habitants est connue à travers les recensements de la population effectués dans la commune depuis 1800. Pour les communes de moins de 10 000 habitants, une enquête de recensement portant sur toute la population est réalisée tous les cinq ans, les populations de référence des années intermédiaires étant quant à elles estimées par interpolation ou extrapolation. Pour la commune, le premier recensement exhaustif entrant dans le cadre du nouveau dispositif a été réalisé en 2006.

En 2022, la commune comptait 661 habitants, en évolution de −7,03 % par rapport à 2016 (Nord : +0,51 %, France hors Mayotte : +2,11 %).
| 1800 | 1806 | 1821 | 1831 | 1836 | 1841 | 1846 | 1851 | 1856 |
| ---- | ---- | ---- | ---- | ---- | ---- | ---- | ---- | ---- |
| 575  | 607  | 629  | 669  | 678  | 731  | 720  | 687  | 660  |

| 1861 | 1866 | 1872 | 1876 | 1881 | 1886 | 1891 | 1896 | 1901 |
| ---- | ---- | ---- | ---- | ---- | ---- | ---- | ---- | ---- |
| 681  | 681  | 673  | 715  | 664  | 643  | 662  | 654  | 703  |

| 1906 | 1911 | 1921 | 1926 | 1931 | 1936 | 1946 | 1954 | 1962 |
| ---- | ---- | ---- | ---- | ---- | ---- | ---- | ---- | ---- |
| 703  | 715  | 641  | 646  | 650  | 650  | 641  | 601  | 772  |

| 1968 | 1975 | 1982 | 1990 | 1999 | 2006 | 2011 | 2016 | 2021 |
| ---- | ---- | ---- | ---- | ---- | ---- | ---- | ---- | ---- |
| 757  | 791  | 806  | 820  | 826  | 783  | 762  | 711  | 673  |

| 2022 | - | - | - | - | - | - | - | - |
| ---- | - | - | - | - | - | - | - | - |
| 661  | - | - | - | - | - | - | - | - |

#### Pyramide des âges
La population de la commune est relativement jeune.
En 2018, le taux de personnes d'un âge inférieur à 30 ans s'élève à 33,2 %, soit en dessous de la moyenne départementale (39,5 %). À l'inverse, le taux de personnes d'âge supérieur à 60 ans est de 26,8 % la même année, alors qu'il est de 22,5 % au niveau départemental.
En 2018, la commune comptait 344 hommes pour 357 femmes, soit un taux de 50,93 % de femmes, légèrement inférieur au taux départemental (51,77 %).
Les pyramides des âges de la commune et du département s'établissent comme suit.
| Hommes | Classe d’âge | Femmes |
| ------ | ------------ | ------ |
| 0,6    | 90 ou +      | 1,2    |
| 6,8    | 75-89 ans    | 9,8    |
| 15,9   | 60-74 ans    | 19,4   |
| 22,8   | 45-59 ans    | 23,9   |
| 18,0   | 30-44 ans    | 15,2   |
| 18,7   | 15-29 ans    | 17,5   |
| 17,2   | 0-14 ans     | 13,1   |

| Hommes | Classe d’âge | Femmes |
| ------ | ------------ | ------ |
| 0,5    | 90 ou +      | 1,4    |
| 5,3    | 75-89 ans    | 8,1    |
| 14,8   | 60-74 ans    | 16,2   |
| 19,1   | 45-59 ans    | 18,4   |
| 19,5   | 30-44 ans    | 18,7   |
| 20,7   | 15-29 ans    | 19,1   |
| 20,2   | 0-14 ans     | 18     |

## Lieux et monuments

L'église Saint-Martin.

- L'église Saint-Martin.
- Le monument aux morts.

## Personnalités liées à la commune
- Francisco Luis Hector de Carondelet, gouverneur espagnol de Louisiane et vice-roi de Nouvelle Grenade

## Pour approfondir